# Campionati italiani di sci alpino 1985
Ai Campionati italiani di sci alpino 1985 furono assegnati i titoli di discesa libera, slalom gigante, slalom speciale e combinata, sia maschili sia femminili.

## Risultati

### Uomini

#### Discesa libera
| Pos. | Atleta          | Nazione |
| ---- | --------------- | ------- |
| 1    | Alberto Ghidoni | Italia  |
| 2    | Michael Mair    | Italia  |
| 3    | Igor Cigolla    | Italia  |

#### Slalom gigante
| Pos. | Atleta            | Nazione |
| ---- | ----------------- | ------- |
| 1    | Roberto Erlacher  | Italia  |
| 2    | Richard Pramotton | Italia  |
| 3    | Ivano Camozzi     | Italia  |

#### Slalom speciale
| Pos. | Atleta          | Nazione |
| ---- | --------------- | ------- |
| 1    | Marco Tonazzi   | Italia  |
| 2    | Paolo De Chiesa | Italia  |
| 3    | Ivano Edalini   | Italia  |

#### Combinata
| Pos. | Atleta        | Nazione |
| ---- | ------------- | ------- |
| 1    | Luca Pesando  | Italia  |
| 2    | Silvano Furli | Italia  |
| 3    | Paolo Garutti | Italia  |

### Donne

#### Discesa libera
| Pos. | Atleta            | Nazione |
| ---- | ----------------- | ------- |
| 1    | Karla Delago      | Italia  |
| 2    | Michaela Marzola  | Italia  |
| 3    | Marion Mahlknecht | Italia  |

#### Slalom gigante
| Pos. | Atleta          | Nazione |
| ---- | --------------- | ------- |
| 1    | Fulvia Stevenin | Italia  |
| 2    | Cecilia Lucco   | Italia  |
| 3    | Nadia Bonfini   | Italia  |

#### Slalom speciale
| Pos. | Atleta            | Nazione |
| ---- | ----------------- | ------- |
| 1    | Paoletta Magoni   | Italia  |
| 2    | Maria Rosa Quario | Italia  |
| 3    | Lorena Frigo      | Italia  |

#### Combinata
| Pos. | Atleta           | Nazione |
| ---- | ---------------- | ------- |
| 1    | Michaela Marzola | Italia  |
| 2    | Silvana Erlacher | Italia  |
| 3    | Dagmar Gufler    | Italia  |